# Bromură de cesiu
Bromura de cesiu este o sare a cesiului cu acidul bromhidric. 
Format:Bromuri
1. ↑  „Bromură de cesiu”, CESIUM BROMIDE (în engleză), PubChem, accesat în 13 octombrie 2016
2. ↑   http://chemanalytica.com/book/novyy_spravochnik_khimika_i_tekhnologa/01_osnovnye_svoystva_neorganicheskikh_organicheskikh_i_elementoorganicheskikh_soedineniy/5123 Lipsește sau este vid: |title= (ajutor)